# Saison 2009 de la WTA
Vainqueurs des tournois majeurs
Résultats des tournois de tennis organisés par la Women's Tennis Association (WTA) en 2009.

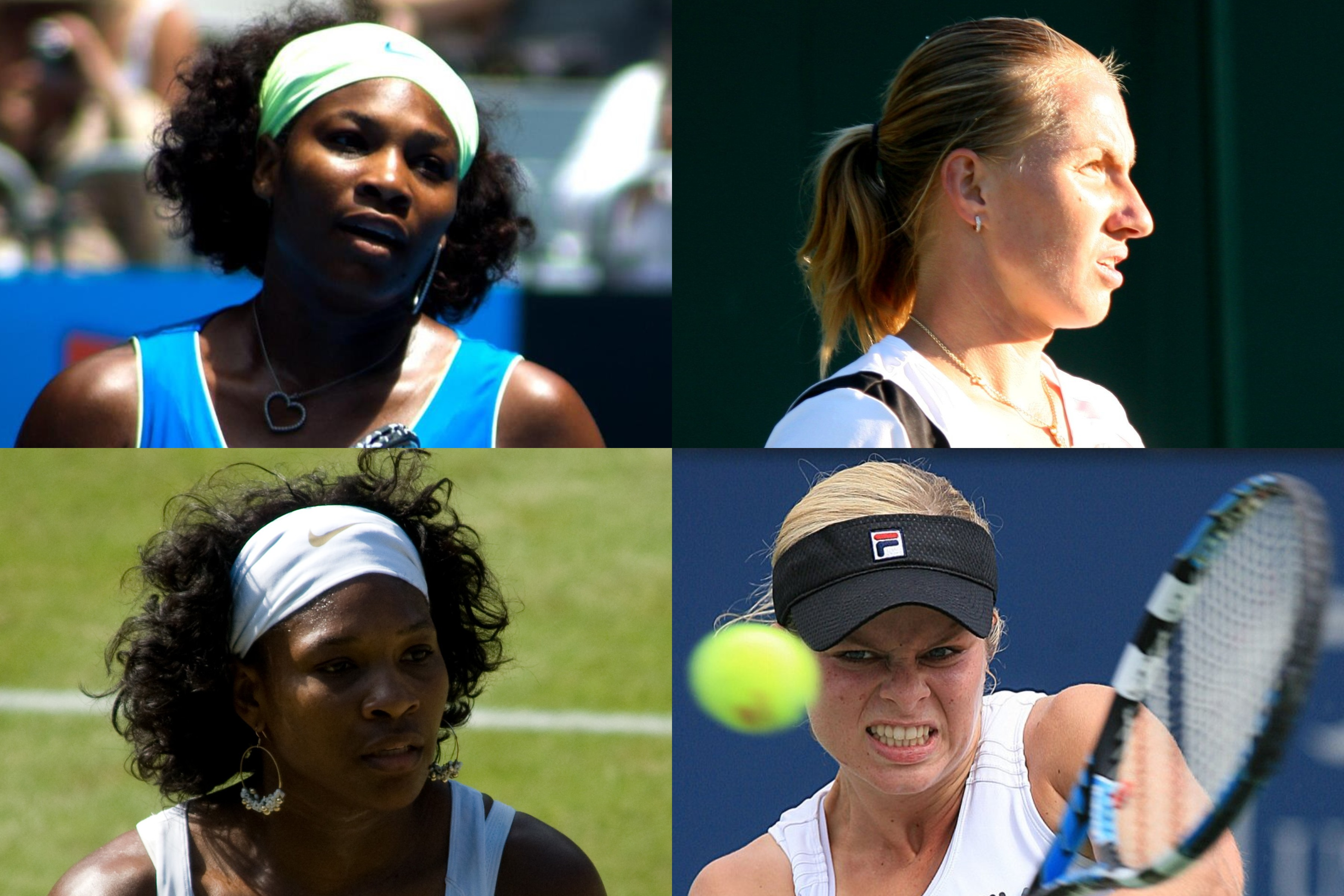
Les vainqueures des Grand Chelems en 2009 : Serena Williams x2, Svetlana Kuznetsova et Kim Clijsters.

## Réforme du calendrier WTA
La saison 2009 de la Women's Tennis Association (WTA) voit intervenir une importante réforme, visant à une meilleure lisibilité du calendrier WTA, indépendamment des quatre tournois du Grand Chelem (organisés par l'ITF).

### De 1988 à 2008
De 1988 à 2008, on compte cinq « classes » de tournois WTA strictement définis. Par ordre d'importance, de points attribués aux participantes et de dotation financière :
- les tournois dits Tier I (réunissant les toutes meilleures joueuses),
- puis les tournois Tier II,
- les Tier III,
- les Tier IV,
- et les Tier V (ces derniers disparaissant dès 2006) ;
- enfin, les Masters de fin de saison, alignant les huit meilleures joueuses de l'année écoulée en simple et les quatre meilleures paires en double[4].

### Nouveautés 2009
En 2009, deux « classes » de tournois WTA viennent se substituer aux cinq Tiers préexistants : 
- 20 épreuves dites Premier Events, dotées de 600 000 dollars minimum, dont : 
  - 4 tournois « combinés », c'est-à-dire simultanément organisés avec l'ATP (avec parité des gains à 4,5 millions de dollars). Toute joueuse dont le classement lui permet d'intégrer la compétition a l'obligation théorique de s'y présenter, sous peine de sanctions financières (Premier Mandatory) ;
  - 15 tournois strictement féminins, dont deux à un million de dollars et cinq à deux millions ;
  - les Masters de fin de saison ;
- 31 épreuves, moins prestigieuses, dites International Events :
  - 30 tournois dotés de 220 000[5] dollars,
  - le nouveau tournoi international des championnes[6] en fin de saison (600 000 dollars).

2009 consacre aussi la disparition définitive des épreuves disputées sur moquette (carpet), déjà sur le déclin depuis le milieu des années 1990.

## La saison 2009 en résumé

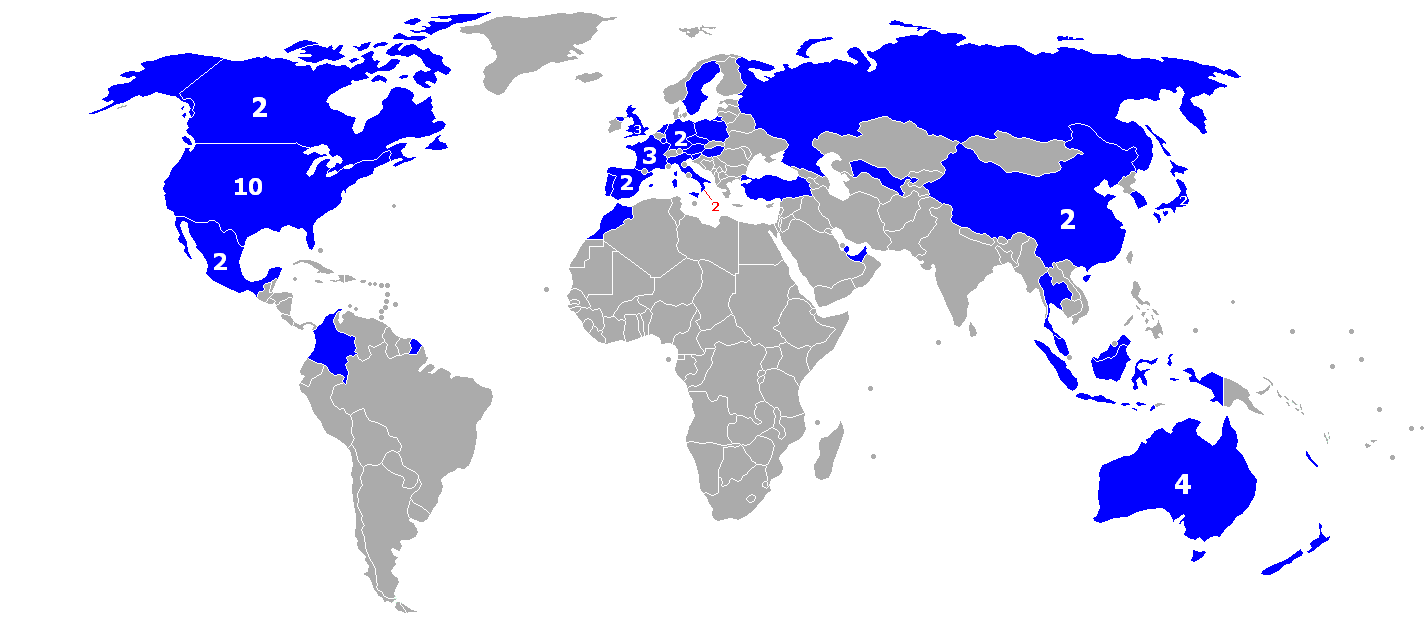
Pays accueillant des tournois WTA en 2009
L'absence de chiffre signifie qu'un seul tournoi est organisé dans le pays concerné.

En janvier, Elena Dementieva remporte le tournoi de Sydney face à sa compatriote Dinara Safina, après avoir disposé de Serena Williams en demi-finale. Vainqueur quelques jours auparavant à Auckland, Dementieva apparaît comme la joueuse en forme du moment et donc une des favorites pour l'Open d'Australie. 
Le premier tournoi du Grand Chelem de l'année est marqué par quelques surprises : la tête de série no 1, Jelena Janković, perd dès les huitièmes de finale face à Marion Bartoli, tandis que pour son grand retour sur le circuit, l'Australienne Jelena Dokić atteint les quarts de finale. Serena Williams est mise en péril par la jeune Biélorusse Victoria Azarenka avant que cette dernière n'abandonne. Après avoir sorti Elena Dementieva en demi-finale, l'Américaine s'impose face à Dinara Safina (6-0, 6-3) pour gagner son dixième titre du Grand Chelem et récupérer ainsi la place de no 1 mondiale, détrônant Jelena Janković.
En février, Amélie Mauresmo remporte l'Open Gaz de France face à Elena Dementieva marquant ainsi, pour la Française, un certain renouveau après ses nombreux soucis de santé et de jeu. Venus Williams gagne le tournoi de Dubaï face à Virginie Razzano.
En mars, Vera Zvonareva s'impose à Indian Wells face à la Serbe Ana Ivanović, dans une finale marquée par un fort vent en rafale sur le court. Dinara Safina a la possibilité de devenir no 1 mondiale lors de ce tournoi mais rate sa chance en perdant contre Victoria Azarenka. Le tournoi de Miami voit la surprenante Biélorusse s'imposer (6-3, 6-1) face à Serena Williams, double tenante du titre, qui était à la recherche d'un sixième sacre en Floride. L'incapacité de la cadette des sœurs Williams à défendre l'intégralité de ses points à Miami, combinée à son absence à Charleston, lui fait perdre son trône au classement WTA : la Russe Dinara Safina devient le 20 avril la dix-neuvième no 1 mondiale de l'ère Open.
Sur terre battue, Dinara Safina s'impose comme la principale prétendante au titre à Roland-Garros en atteignant la finale à Stuttgart, battue par Svetlana Kuznetsova, puis en s'imposant lors des prestigieux tournois de Rome et Madrid. Sur l'ocre parisien, la tenante du titre Ana Ivanović, en manque de confiance, perd dès les huitièmes de finale contre Victoria Azarenka. Après six mois d'arrêt, Maria Sharapova atteint les quarts de finale mais s'incline face à Dominika Cibulková. Pour la deuxième fois après 2004, la finale du simple dames oppose deux Russes : Dinara Safina et Svetlana Kuznetsova. Cette dernière remporte aisément son second titre du Grand Chelem (6-4, 6-2) au terme d'une finale où la no 1 mondiale se sera effondrée mentalement, concédant une troisième défaite en conclusion d'un tournoi majeur.
Sur gazon, la Danoise Caroline Wozniacki remporte le tournoi d'Eastbourne face à Virginie Razzano. Serena et Venus Williams font figure de grandes favorites pour le tournoi de Wimbledon. Venus, double tenante du titre, déroule jusqu'en finale, expédiant notamment Dinara Safina en demies, tandis que sa sœur doit s'employer pour éliminer Elena Dementieva au même stade. Pour cette quatrième finale opposant les deux Américaines sur le gazon londonien (après 2002, 2003 et 2008), c'est la plus jeune des sœurs qui s'impose (7-63, 6-2), remportant son troisième tournoi de Wimbledon.
La saison américaine sur dur voit le retour à la compétition de la Belge Kim Clijsters à la suite de son congé de maternité. Elena Dementieva atteint la première place de l'US Open Series grâce à ses demi-finales aux tournois de Stanford et Cincinnati et sa victoire au tournoi de Toronto face à Maria Sharapova. Flavia Pennetta termine deuxième grâce à sa victoire au tournoi de Los Angeles et ses deux demi-finales aux tournois de Cincinnati et de New Haven. La troisième place, quant à elle, revient à Jelena Janković, gagnante de Cincinnati.
L'US Open est marqué par des résultats étonnants : dans le haut du tableau, Elena Dementieva et Jelena Janković chutent dès le deuxième tour, Dinara Safina dès le troisième. La jeune joueuse belge Yanina Wickmayer atteint quant à elle les demi-finales d'un tournoi d'un tel standing pour la première fois de sa carrière. Mais c'est la performance exceptionnelle de sa compatriote Kim Clijsters qui retiendra l'attention, quelques semaines seulement après son retour sur le circuit : après avoir notamment battu Venus Williams dans un match sur courant alternatif en huitièmes (6-0, 0-6, 6-4), la Belge affronte Serena Williams en demi-finale. Un incident survient lors de cette partie lorsque Serena, qui sert pour rester dans le match, fait une faute de pied. Mécontente, elle menace la juge de ligne. Elle reçoit alors un point de pénalité, synonyme de victoire (6-4, 7-5) pour la joueuse flamande. Kim Clijsters s'impose finalement (7-5, 6-3) face à la Danoise Caroline Wozniacki, qui dispute là la première finale en Grand Chelem de sa jeune carrière, et décroche ainsi son deuxième US Open.
Sur la tournée asiatique, Maria Sharapova remporte à Tokyo son premier titre depuis son retour de blessure, en profitant de l'abandon de Jelena Janković en finale. En s'imposant à Séoul, la Japonaise Kimiko Date devient la joueuse la plus âgée à remporter un tournoi WTA depuis Billie Jean King en 1983. À Pékin, la Russe Svetlana Kuznetsova remporte le titre face à la Polonaise Agnieszka Radwańska dans un tournoi marqué par la chute des principales têtes de série dès les premiers tours.
Dinara Safina perd sa place de no 1 mondiale au profit de Serena Williams deux semaines avant le début des Masters, puis la récupère de justesse le temps du tournoi. Cependant, la bataille pour le fauteuil de leader tourne rapidement en faveur de l'Américaine : touchée au dos, Safina est contrainte à l'abandon dès son premier match face à Jelena Janković. Serena Williams, assurée de terminée l'année à la première place mondiale, assume son rang en disposant de sa sœur Venus (6-2, 7-64) en finale. Elle remporte à l'occasion ses deuxièmes Masters après 2001.
En double, les sœurs Williams réalisent un petit Chelem en s'imposant à l'Open d'Australie, Wimbledon et l'US Open. Elles s'inclinent en demi-finale des Masters face aux Espagnoles Nuria Llagostera et María José Martínez, futures lauréates de l'épreuve. Le tournoi de Roland-Garros est enlevé par la paire ibérique Anabel Medina et Virginia Ruano.

## Palmarès
Remarque : PREMIER* mentionne les tournois de catégorie Premier Mandatory (toute joueuse dont le classement lui permet d'intégrer la compétition a l'obligation théorique de s'y présenter, sous peine de sanctions financières) par opposition aux épreuves simplement désignées Premier 5 ou Premier (moins prestigieuses et facultatives).
La saison 2009 de tennis féminin ou WTA Tour 2009 est constituée de 55 tournois répartis de la façon suivante :
- 51 sont organisés par la WTA :
  - les tournois WTA Premier : 4 Premier Mandatory (PREMIER*), 5 tournois Premier 5 et 10 tournois Premier ;
  - les tournois WTA International, au nombre de  30;
  - le Masters ou WTA Tour Finals qui réunit les huit meilleures joueuses au classement WTA en fin de saison ;
  - le tournoi international des championnes qui regroupe les huit meilleures joueuses non qualifiées pour le Masters et ayant remporté au moins un tournoi de catégorie International.
- les 4 tournois du Grand Chelem.

À ces compétitions individuelles s'ajoutent 2 compétitions par équipes nationales organisées par l'ITF :
la Fed Cup et la Hopman Cup (compétition mixte qui n'attribue pas de points WTA).

### Simple
| No | Date       | Nom et lieu du tournoi                        | Catégorie | Dotation     | Surface         | Vainqueure           | Finaliste            | Score          |         |
| -- | ---------- | --------------------------------------------- | --------- | ------------ | --------------- | -------------------- | -------------------- | -------------- | ------- |
| 1  | 05/01/2009 | Brisbane International, Brisbane              | Intern'l  | 220 000 $    | Dur (ext.)      | Victoria Azarenka    | Marion Bartoli       | 6-3, 6-1       | Tableau |
| 2  | 05/01/2009 | ASB Classic, Auckland                         | Intern'l  | 220 000 $    | Dur (ext.)      | Elena Dementieva     | Elena Vesnina        | 6-4, 6-1       | Tableau |
| 3  | 12/01/2009 | Medibank International, Sydney                | Premier   | 600 000 $    | Dur (ext.)      | Elena Dementieva     | Dinara Safina        | 6-3, 2-6, 6-1  | Tableau |
| 4  | 12/01/2009 | Moorilla International, Hobart                | Intern'l  | 220 000 $    | Dur (ext.)      | Petra Kvitová        | Iveta Benešová       | 7-5, 6-1       | Tableau |
| 5  | 19/01/2009 | Australian Open, Melbourne                    | G. Chelem | 7 262 973 $  | Dur (ext.)      | Serena Williams      | Dinara Safina        | 6-0, 6-3       | Tableau |
| 6  | 09/02/2009 | Open GDF Suez, Paris                          | Premier   | 600 000 $    | Dur (int.)      | Amélie Mauresmo      | Elena Dementieva     | 7-67, 2-6, 6-4 | Tableau |
| 7  | 09/02/2009 | PTT Women's Open, Pattaya                     | Intern'l  | 220 000 $    | Dur (ext.)      | Vera Zvonareva       | Sania Mirza          | 7-5, 6-1       | Tableau |
| 8  | 16/02/2009 | Barclays Tennis Championships, Dubaï          | Premier 5 | 2 000 000 $  | Dur (ext.)      | Venus Williams       | Virginie Razzano     | 6-4, 6-2       | Tableau |
| 9  | 16/02/2009 | M. Keegan & Cellular South Cup, Memphis       | Intern'l  | 220 000 $    | Dur (int.)      | Victoria Azarenka    | Caroline Wozniacki   | 6-1, 6-3       | Tableau |
| 10 | 16/02/2009 | Copa Sony Ericsson Colsanitas, Bogota         | Intern'l  | 220 000 $    | Terre (ext.)    | María José Martínez  | Gisela Dulko         | 6-3, 6-2       | Tableau |
| 11 | 23/02/2009 | Abierto Mexicano Telcel HSBC, Acapulco        | Intern'l  | 220 000 $    | Terre (ext.)    | Venus Williams       | Flavia Pennetta      | 6-1, 6-2       | Tableau |
| 12 | 02/03/2009 | Abierto Monterrey, Monterrey                  | Intern'l  | 220 000 $    | Dur (ext.)      | Marion Bartoli       | Li Na                | 6-4, 6-3       | Tableau |
| 13 | 11/03/2009 | BNP Paribas Open, Indian Wells                | PREMIER*  | 4 500 000 $  | Dur (ext.)      | Vera Zvonareva       | Ana Ivanović         | 7-65, 6-2      | Tableau |
| 14 | 25/03/2009 | Sony Ericsson Open, Miami                     | PREMIER*  | 4 500 000 $  | Dur (ext.)      | Victoria Azarenka    | Serena Williams      | 6-3, 6-1       | Tableau |
| 15 | 06/04/2009 | Andalucia Tennis Experience, Marbella         | Intern'l  | 500 000 $    | Terre (ext.)    | Jelena Janković      | Carla Suárez Navarro | 6-3, 3-6, 6-3  | Tableau |
| 16 | 06/04/2009 | MPS Group Championships, Ponte Vedra Beach    | Intern'l  | 220 000 $    | Terre (ext.)    | Caroline Wozniacki   | Aleksandra Wozniak   | 6-1, 6-2       | Tableau |
| 17 | 13/04/2009 | Family Circle Cup, Charleston                 | Premier   | 1 000 000 $  | Terre (ext.)    | Sabine Lisicki       | Caroline Wozniacki   | 6-2, 6-4       | Tableau |
| 18 | 13/04/2009 | Barcelona Ladies Open, Barcelone              | Intern'l  | 220 000 $    | Terre (ext.)    | Roberta Vinci        | Maria Kirilenko      | 6-0, 6-4       | Tableau |
| 19 | 27/04/2009 | Porsche Tennis Grand Prix, Stuttgart          | Premier   | 700 000 $    | Terre (int.)    | Svetlana Kuznetsova  | Dinara Safina        | 6-4, 6-3       | Tableau |
| 20 | 27/04/2009 | GP Princesse Lalla Meryem, Fès                | Intern'l  | 220 000 $    | Terre (ext.)    | Anabel Medina        | Ekaterina Makarova   | 6-0, 6-1       | Tableau |
| 21 | 04/05/2009 | Internazionali BNL d'Italia, Rome             | Premier 5 | 2 000 000 $  | Terre (ext.)    | Dinara Safina        | Svetlana Kuznetsova  | 6-3, 6-2       | Tableau |
| 22 | 04/05/2009 | Estoril Open, Estoril                         | Intern'l  | 220 000 $    | Terre (ext.)    | Yanina Wickmayer     | Ekaterina Makarova   | 7-5, 6-2       | Tableau |
| 23 | 09/05/2009 | Mutua Madrileña Open, Madrid                  | PREMIER*  | 4 500 000 $  | Terre (ext.)    | Dinara Safina        | Caroline Wozniacki   | 6-2, 6-4       | Tableau |
| 24 | 18/05/2009 | Warsaw Open, Varsovie                         | Premier   | 600 000 $    | Terre (ext.)    | Alexandra Dulgheru   | Alona Bondarenko     | 7-63, 3-6, 6-0 | Tableau |
| 25 | 18/05/2009 | Internationaux de Strasbourg, Strasbourg      | Intern'l  | 220 000 $    | Terre (ext.)    | Aravane Rezaï        | Lucie Hradecká       | 7-62, 6-1      | Tableau |
| 26 | 24/05/2009 | Roland-Garros, Paris                          | G. Chelem | 10 009 638 $ | Terre (ext.)    | Svetlana Kuznetsova  | Dinara Safina        | 6-4, 6-2       | Tableau |
| 27 | 08/06/2009 | Aegon Classic, Birmingham                     | Intern'l  | 220 000 $    | Gazon (ext.)    | Magdaléna Rybáriková | Li Na                | 6-0, 7-62      | Tableau |
| 28 | 15/06/2009 | AEGON International, Eastbourne               | Premier   | 600 000 $    | Gazon (ext.)    | Caroline Wozniacki   | Virginie Razzano     | 7-65, 7-5      | Tableau |
| 29 | 15/06/2009 | Ordina Open, Bois-le-Duc                      | Intern'l  | 220 000 $    | Gazon (ext.)    | Tamarine Tanasugarn  | Yanina Wickmayer     | 6-3, 7-5       | Tableau |
| 30 | 22/06/2009 | The Championships, Wimbledon                  | G. Chelem | 9 487 267 $  | Gazon (ext.)    | Serena Williams      | Venus Williams       | 7-63, 6-2      | Tableau |
| 31 | 06/07/2009 | Collector Swedish Open Women, Båstad          | Intern'l  | 220 000 $    | Terre (ext.)    | María José Martínez  | Caroline Wozniacki   | 7-5, 6-4       | Tableau |
| 32 | 06/07/2009 | GDF Suez Grand Prix, Budapest                 | Intern'l  | 220 000 $    | Terre (ext.)    | Ágnes Szávay         | Patty Schnyder       | 2-6, 6-4, 6-2  | Tableau |
| 33 | 13/07/2009 | Internazionali Femminili, Palerme             | Intern'l  | 220 000 $    | Terre (ext.)    | Flavia Pennetta      | Sara Errani          | 6-1, 6-2       | Tableau |
| 34 | 13/07/2009 | ECM Open, Prague                              | Intern'l  | 220 000 $    | Terre (ext.)    | Sybille Bammer       | Francesca Schiavone  | 7-64, 6-2      | Tableau |
| 35 | 20/07/2009 | Gastein Ladies, Bad Gastein                   | Intern'l  | 220 000 $    | Terre (ext.)    | Andrea Petkovic      | Raluca Olaru         | 6-2, 6-3       | Tableau |
| 36 | 20/07/2009 | Banka Koper Slovenia Open, Portorož           | Intern'l  | 220 000 $    | Dur (ext.)      | Dinara Safina        | Sara Errani          | 6-75, 6-1, 7-5 | Tableau |
| 37 | 27/07/2009 | Bank of the West Classic, Stanford            | Premier   | 700 000 $    | Dur (ext.)      | Marion Bartoli       | Venus Williams       | 6-2, 5-7, 6-4  | Tableau |
| 38 | 27/07/2009 | Istanbul Cup, Istanbul                        | Intern'l  | 220 000 $    | Dur (ext.)      | Vera Dushevina       | Lucie Hradecká       | 6-0, 6-1       | Tableau |
| 39 | 03/08/2009 | East West Bank Classic Herbalife, Los Angeles | Premier   | 700 000 $    | Dur (ext.)      | Flavia Pennetta      | Samantha Stosur      | 6-4, 6-3       | Tableau |
| 40 | 10/08/2009 | Western & Southern Open, Cincinnati           | Premier 5 | 2 000 000 $  | Dur (ext.)      | Jelena Janković      | Dinara Safina        | 6-4, 6-2       | Tableau |
| 41 | 17/08/2009 | Coupe Rogers, Toronto                         | Premier 5 | 2 000 000 $  | Dur (ext.)      | Elena Dementieva     | Maria Sharapova      | 6-4, 6-3       | Tableau |
| 42 | 24/08/2009 | Pilot Pen Tennis by Schick, New Haven         | Premier   | 600 000 $    | Dur (ext.)      | Caroline Wozniacki   | Elena Vesnina        | 6-2, 6-4       | Tableau |
| 43 | 31/08/2009 | US Open, Flushing Meadows                     | G. Chelem | 9 756 000 $  | Dur (ext.)      | Kim Clijsters        | Caroline Wozniacki   | 7-5, 6-3       | Tableau |
| 44 | 14/09/2009 | International Women’s Open, Guangzhou         | Intern'l  | 220 000 $    | Dur (ext.)      | Shahar Peer          | Alberta Brianti      | 6-3, 6-4       | Tableau |
| 45 | 14/09/2009 | Challenge Bell, Québec                        | Intern'l  | 220 000 $    | Moquette (int.) | Melinda Czink        | Lucie Šafářová       | 4-6, 6-3, 7-5  | Tableau |
| 46 | 21/09/2009 | Hansol Korea Open, Séoul                      | Intern'l  | 220 000 $    | Dur (ext.)      | Kimiko Date-Krumm    | Anabel Medina        | 6-3, 6-3       | Tableau |
| 47 | 21/09/2009 | Tashkent Open, Tachkent                       | Intern'l  | 220 000 $    | Dur (ext.)      | Shahar Peer          | Akgul Amanmuradova   | 6-3, 6-4       | Tableau |
| 48 | 27/09/2009 | Toray Pan Pacific Open, Tokyo                 | Premier 5 | 2 000 000 $  | Dur (ext.)      | Maria Sharapova      | Jelena Janković      | 5-2, ab.       | Tableau |
| 49 | 03/10/2009 | China Open, Pékin                             | PREMIER*  | 4 500 000 $  | Dur (ext.)      | Svetlana Kuznetsova  | Agnieszka Radwańska  | 6-2, 6-4       | Tableau |
| 50 | 12/10/2009 | HP Japan Women's Open Tennis, Osaka           | Intern'l  | 220 000 $    | Dur (ext.)      | Samantha Stosur      | Francesca Schiavone  | 7-5, 6-1       | Tableau |
| 51 | 12/10/2009 | Generali Ladies, Linz                         | Intern'l  | 220 000 $    | Dur (int.)      | Yanina Wickmayer     | Petra Kvitová        | 6-3, 6-4       | Tableau |
| 52 | 19/10/2009 | Kremlin Cup, Moscou                           | Premier   | 1 000 000 $  | Dur (int.)      | Francesca Schiavone  | Olga Govortsova      | 6-3, 6-0       | Tableau |
| 53 | 19/10/2009 | BGL Open, Luxembourg                          | Intern'l  | 220 000 $    | Dur (int.)      | Timea Bacsinszky     | Sabine Lisicki       | 6-2, 7-5       | Tableau |
| 54 | 27/10/2009 | Sony Ericsson Championships, Doha             | Masters   | 4 550 000 $  | Dur (ext.)      | Serena Williams      | Venus Williams       | 6-2, 7-64      | Tableau |
| 55 | 04/11/2009 | C. Bank Tournament of Champions, Bali         | Intern'l  | 600 000 $    | Dur (int.)      | Aravane Rezaï        | Marion Bartoli       | 7-5, ab.       | Tableau |

### Double
| No | Date       | Nom et lieu du tournoi                       | Catégorie | Dotation     | Surface         | Vainqueures                            | Finalistes                            | Score              |         |
| -- | ---------- | -------------------------------------------- | --------- | ------------ | --------------- | -------------------------------------- | ------------------------------------- | ------------------ | ------- |
| 1  | 05/01/2009 | ASB Classic Auckland                         | Intern'l  | 220 000 $    | Dur (ext.)      | Nathalie Dechy Mara Santangelo         | Nuria Llagostera Arantxa Parra        | 4-6, 7-63, [12-10] | Tableau |
| 2  | 05/01/2009 | Brisbane International Brisbane              | Intern'l  | 220 000 $    | Dur (ext.)      | Anna-Lena Grönefeld Vania King         | Klaudia Jans Alicja Rosolska          | 3-6, 7-5, [10-5]   | Tableau |
| 3  | 12/01/2009 | Medibank International Sydney                | Premier   | 600 000 $    | Dur (ext.)      | Hsieh Su-Wei Peng Shuai                | Nathalie Dechy Casey Dellacqua        | 6-0, 6-1           | Tableau |
| 4  | 12/01/2009 | Moorilla International Hobart                | Intern'l  | 220 000 $    | Dur (ext.)      | Gisela Dulko Flavia Pennetta           | Alona Bondarenko Kateryna Bondarenko  | 6-2, 7-64          | Tableau |
| 5  | 19/01/2009 | Australian Open Melbourne                    | G. Chelem | 7 262 973 $  | Dur (ext.)      | Serena Williams Venus Williams         | Daniela Hantuchová Ai Sugiyama        | 6-3, 6-3           | Tableau |
| 6  | 09/02/2009 | Open GDF Suez Paris                          | Premier   | 600 000 $    | Dur (int.)      | Cara Black Liezel Huber                | Květa Peschke Lisa Raymond            | 6-4, 3-6, [10-4]   | Tableau |
| 7  | 09/02/2009 | PTT Women's Open Pattaya                     | Intern'l  | 220 000 $    | Dur (ext.)      | Yaroslava Shvedova Tamarine Tanasugarn | Yuliya Beygelzimer Vitalia Diatchenko | 6-3, 6-2           | Tableau |
| 8  | 16/02/2009 | Barclays Tennis Championships Dubaï          | Premier 5 | 2 000 000 $  | Dur (ext.)      | Cara Black Liezel Huber                | Maria Kirilenko Agnieszka Radwańska   | 6-3, 6-3           | Tableau |
| 9  | 16/02/2009 | Copa Sony Ericsson Colsanitas Bogota         | Intern'l  | 220 000 $    | Terre (ext.)    | Nuria Llagostera María José Martínez   | Gisela Dulko Flavia Pennetta          | 7-5, 3-6, [10-7]   | Tableau |
| 10 | 16/02/2009 | M. Keegan & Cellular South Cup Memphis       | Intern'l  | 220 000 $    | Dur (int.)      | Victoria Azarenka Caroline Wozniacki   | Yuliana Fedak Michaëlla Krajicek      | 6-1, 7-62          | Tableau |
| 11 | 23/02/2009 | Abierto Mexicano Telcel HSBC Acapulco        | Intern'l  | 220 000 $    | Terre (ext.)    | Nuria Llagostera María José Martínez   | Lourdes Domínguez Arantxa Parra       | 6-4, 6-2           | Tableau |
| 12 | 02/03/2009 | Abierto Monterrey Monterrey                  | Intern'l  | 220 000 $    | Dur (ext.)      | Nathalie Dechy Mara Santangelo         | Iveta Benešová B. Z. Strýcová         | 6-3, 6-4           | Tableau |
| 13 | 11/03/2009 | BNP Paribas Open Indian Wells                | PREMIER*  | 4 500 000 $  | Dur (ext.)      | Victoria Azarenka Vera Zvonareva       | Gisela Dulko Shahar Peer              | 6-4, 3-6, [10-5]   | Tableau |
| 14 | 25/03/2009 | Sony Ericsson Open Miami                     | PREMIER*  | 4 500 000 $  | Dur (ext.)      | Svetlana Kuznetsova Amélie Mauresmo    | Květa Peschke Lisa Raymond            | 4-6, 6-3, [10-3]   | Tableau |
| 15 | 06/04/2009 | MPS Group Championships Ponte Vedra Beach    | Intern'l  | 220 000 $    | Terre (ext.)    | Chuang Chia-Jung Sania Mirza           | Květa Peschke Lisa Raymond            | 6-3, 4-6, [10-7]   | Tableau |
| 16 | 06/04/2009 | Andalucia Tennis Experience Marbella         | Intern'l  | 500 000 $    | Terre (ext.)    | Klaudia Jans Alicja Rosolska           | Anabel Medina Virginia Ruano          | 6-3, 6-3           | Tableau |
| 17 | 13/04/2009 | Family Circle Cup Charleston                 | Premier   | 1 000 000 $  | Terre (ext.)    | Bethanie Mattek Nadia Petrova          | Līga Dekmeijere Patty Schnyder        | 6-75, 6-2, [11-9]  | Tableau |
| 18 | 13/04/2009 | Barcelona Ladies Open Barcelone              | Intern'l  | 220 000 $    | Terre (ext.)    | Nuria Llagostera María José Martínez   | Sorana Cîrstea Andreja Klepač         | 3-6, 6-2, [10-8]   | Tableau |
| 19 | 27/04/2009 | Porsche Tennis Grand Prix Stuttgart          | Premier   | 700 000 $    | Terre (int.)    | Bethanie Mattek Nadia Petrova          | Gisela Dulko Flavia Pennetta          | 5-7, 6-3, [10-7]   | Tableau |
| 20 | 27/04/2009 | GP Princesse Lalla Meryem Fès                | Intern'l  | 220 000 $    | Terre (ext.)    | Alisa Kleybanova Ekaterina Makarova    | Sorana Cîrstea Maria Kirilenko        | 6-3, 2-6, [10-8]   | Tableau |
| 21 | 04/05/2009 | Internazionali BNL d'Italia Rome             | Premier 5 | 2 000 000 $  | Terre (ext.)    | Hsieh Su-Wei Peng Shuai                | Daniela Hantuchová Ai Sugiyama        | 7-5, 7-65          | Tableau |
| 22 | 04/05/2009 | Estoril Open Estoril                         | Intern'l  | 220 000 $    | Terre (ext.)    | Raquel Kops-Jones Abigail Spears       | Sharon Fichman Katalin Marosi         | 2-6, 6-3, [10-5]   | Tableau |
| 23 | 09/05/2009 | Mutua Madrileña Open Madrid                  | PREMIER*  | 4 500 000 $  | Terre (ext.)    | Cara Black Liezel Huber                | Květa Peschke Lisa Raymond            | 4-6, 6-3, [10-6]   | Tableau |
| 24 | 18/05/2009 | Warsaw Open Varsovie                         | Premier   | 600 000 $    | Terre (ext.)    | Raquel Kops-Jones Bethanie Mattek      | Yan Zi Zheng Jie                      | 6-1, 6-1           | Tableau |
| 25 | 18/05/2009 | Internationaux de Strasbourg Strasbourg      | Intern'l  | 220 000 $    | Terre (ext.)    | Nathalie Dechy Mara Santangelo         | Claire Feuerstein Stéphanie Foretz    | 6-0, 6-1           | Tableau |
| 26 | 24/05/2009 | Roland-Garros Paris                          | G. Chelem | 10 009 638 $ | Terre (ext.)    | Anabel Medina Virginia Ruano           | Victoria Azarenka Elena Vesnina       | 6-1, 6-1           | Tableau |
| 27 | 08/06/2009 | Aegon Classic Birmingham                     | Intern'l  | 220 000 $    | Gazon (ext.)    | Cara Black Liezel Huber                | Raquel Kops-Jones Abigail Spears      | 6-1, 6-4           | Tableau |
| 28 | 15/06/2009 | AEGON International Eastbourne               | Premier   | 600 000 $    | Gazon (ext.)    | Akgul Amanmuradova Ai Sugiyama         | Samantha Stosur Rennae Stubbs         | 6-4, 6-3           | Tableau |
| 29 | 15/06/2009 | Ordina Open Bois-le-Duc                      | Intern'l  | 220 000 $    | Gazon (ext.)    | Sara Errani Flavia Pennetta            | Michaëlla Krajicek Yanina Wickmayer   | 6-4, 5-7, [13-11]  | Tableau |
| 30 | 22/06/2009 | The Championships Wimbledon                  | G. Chelem | 9 487 267 $  | Gazon (ext.)    | Serena Williams Venus Williams         | Samantha Stosur Rennae Stubbs         | 7-64, 6-4          | Tableau |
| 31 | 06/07/2009 | GDF Suez Grand Prix Budapest                 | Intern'l  | 220 000 $    | Terre (ext.)    | Alisa Kleybanova Monica Niculescu      | Alona Bondarenko Kateryna Bondarenko  | 6-4, 7-65          | Tableau |
| 32 | 06/07/2009 | Collector Swedish Open Women Båstad          | Intern'l  | 220 000 $    | Terre (ext.)    | Gisela Dulko Flavia Pennetta           | Nuria Llagostera María José Martínez  | 6-2, 0-6, [10-5]   | Tableau |
| 33 | 13/07/2009 | Internazionali Femminili Palerme             | Intern'l  | 220 000 $    | Terre (ext.)    | Nuria Llagostera María José Martínez   | Mariya Koryttseva Darya Kustova       | 6-1, 6-2           | Tableau |
| 34 | 13/07/2009 | ECM Open Prague                              | Intern'l  | 220 000 $    | Terre (ext.)    | Alona Bondarenko Kateryna Bondarenko   | Iveta Benešová B. Z. Strýcová         | 6-1, 6-2           | Tableau |
| 35 | 20/07/2009 | Gastein Ladies Bad Gastein                   | Intern'l  | 220 000 $    | Terre (ext.)    | Andrea Hlaváčková Lucie Hradecká       | Tatjana Malek Andrea Petkovic         | 6-2, 6-4           | Tableau |
| 36 | 20/07/2009 | Banka Koper Slovenia Open Portorož           | Intern'l  | 220 000 $    | Dur (ext.)      | Julia Görges Vladimíra Uhlířová        | Camille Pin Klára Zakopalová          | 6-4, 6-2           | Tableau |
| 37 | 27/07/2009 | Bank of the West Classic Stanford            | Premier   | 700 000 $    | Dur (ext.)      | Serena Williams Venus Williams         | Chan Yung-Jan Monica Niculescu        | 6-4, 6-1           | Tableau |
| 38 | 27/07/2009 | Istanbul Cup Istanbul                        | Intern'l  | 220 000 $    | Dur (ext.)      | Lucie Hradecká Renata Voráčová         | Julia Görges Patty Schnyder           | 2-6, 6-3, [12-10]  | Tableau |
| 39 | 03/08/2009 | East West Bank Classic Herbalife Los Angeles | Premier   | 700 000 $    | Dur (ext.)      | Chuang Chia-Jung Yan Zi                | Maria Kirilenko Agnieszka Radwańska   | 6-0, 4-6, [10-7]   | Tableau |
| 40 | 10/08/2009 | Western & Southern Open Cincinnati           | Premier 5 | 2 000 000 $  | Dur (ext.)      | Cara Black Liezel Huber                | Nuria Llagostera María José Martínez  | 6-3, 0-6, [10-2]   | Tableau |
| 41 | 17/08/2009 | Coupe Rogers Toronto                         | Premier 5 | 2 000 000 $  | Dur (ext.)      | Nuria Llagostera María José Martínez   | Samantha Stosur Rennae Stubbs         | 2-6, 7-5, [11-9]   | Tableau |
| 42 | 24/08/2009 | Pilot Pen Tennis by Schick New Haven         | Premier   | 600 000 $    | Dur (ext.)      | Nuria Llagostera María José Martínez   | Iveta Benešová Lucie Hradecká         | 6-2, 7-5           | Tableau |
| 43 | 31/08/2009 | US Open Flushing Meadows                     | G. Chelem | 9 756 000 $  | Dur (ext.)      | Serena Williams Venus Williams         | Cara Black Liezel Huber               | 6-2, 6-2           | Tableau |
| 44 | 14/09/2009 | International Women’s Open Guangzhou         | Intern'l  | 220 000 $    | Dur (ext.)      | Olga Govortsova Tatiana Poutchek       | Kimiko Date-Krumm Sun Tiantian        | 3-6, 6-2, [10-8]   | Tableau |
| 45 | 14/09/2009 | Challenge Bell Québec                        | Intern'l  | 220 000 $    | Moquette (int.) | Vania King B. Z. Strýcová              | Sofia Arvidsson Séverine Beltrame     | 6-1, 6-3           | Tableau |
| 46 | 21/09/2009 | Tashkent Open Tachkent                       | Intern'l  | 220 000 $    | Dur (ext.)      | Olga Govortsova Tatiana Poutchek       | Vitalia Diatchenko E. Dzehalevich     | 6-2, 6-71, [10-8]  | Tableau |
| 47 | 21/09/2009 | Hansol Korea Open Séoul                      | Intern'l  | 220 000 $    | Dur (ext.)      | Chan Yung-Jan Abigail Spears           | Carly Gullickson Nicole Kriz          | 6-3, 6-4           | Tableau |
| 48 | 27/09/2009 | Toray Pan Pacific Open Tokyo                 | Premier 5 | 2 000 000 $  | Dur (ext.)      | Alisa Kleybanova Francesca Schiavone   | Daniela Hantuchová Ai Sugiyama        | 6-4, 6-2           | Tableau |
| 49 | 03/10/2009 | China Open Pékin                             | PREMIER*  | 4 500 000 $  | Dur (ext.)      | Hsieh Su-Wei Peng Shuai                | Alla Kudryavtseva Ekaterina Makarova  | 6-3, 6-1           | Tableau |
| 50 | 12/10/2009 | HP Japan Women's Open Tennis Osaka           | Intern'l  | 220 000 $    | Dur (ext.)      | Chuang Chia-Jung Lisa Raymond          | Chanelle Scheepers Abigail Spears     | 6-2, 6-4           | Tableau |
| 51 | 12/10/2009 | Generali Ladies Linz                         | Intern'l  | 220 000 $    | Dur (int.)      | Anna-Lena Grönefeld Katarina Srebotnik | Klaudia Jans Alicja Rosolska          | 6-1, 6-4           | Tableau |
| 52 | 19/10/2009 | Kremlin Cup Moscou                           | Premier   | 1 000 000 $  | Dur (int.)      | Maria Kirilenko Nadia Petrova          | Maria Kondratieva Klára Zakopalová    | 6-2, 6-2           | Tableau |
| 53 | 19/10/2009 | BGL Open Luxembourg                          | Intern'l  | 220 000 $    | Dur (int.)      | Iveta Benešová B. Z. Strýcová          | Vladimíra Uhlířová Renata Voráčová    | 1-6, 6-0, [10-7]   | Tableau |
| 54 | 27/10/2009 | Sony Ericsson Championships Doha             | Masters   | 4 550 000 $  | Dur (ext.)      | Nuria Llagostera María José Martínez   | Cara Black Liezel Huber               | 7-60, 5-7, 10-7    | Tableau |

### Double mixte
| No | Date       | Nom et lieu du tournoi       | Catégorie | Dotation     | Surface      | Vainqueures                       | Finalistes                | Score             |         |
| -- | ---------- | ---------------------------- | --------- | ------------ | ------------ | --------------------------------- | ------------------------- | ----------------- | ------- |
| 1  | 03/01/2009 | Hyundai Hopman Cup XXI Perth | ITF       | 1 000 000 $  | Dur (int.)   | Dominika Cibulková Dominik Hrbatý | Dinara Safina Marat Safin | 2 matchs à 0      | Tableau |
| 2  | 19/01/2009 | Australian Open Melbourne    | G. Chelem | 7 262 973 $  | Dur (ext.)   | Sania Mirza Mahesh Bhupathi       | Nathalie Dechy Andy Ram   | 6-3, 6-1          | Tableau |
| 3  | 24/05/2009 | Roland-Garros Paris          | G. Chelem | 10 009 638 $ | Terre (ext.) | Liezel Huber Bob Bryan            | Vania King Marcelo Melo   | 5-7, 7-65, [10-7] | Tableau |
| 4  | 22/06/2009 | The Championships Wimbledon  | G. Chelem | 9 487 267 $  | Gazon (ext.) | Anna-Lena Grönefeld Mark Knowles  | Cara Black Leander Paes   | 7-5, 6-3          | Tableau |
| 5  | 31/08/2009 | US Open Flushing Meadows     | G. Chelem | 9 756 000 $  | Dur (ext.)   | Carly Gullickson Travis Parrott   | Cara Black Leander Paes   | 6-2, 6-4          | Tableau |

## Classements de fin de saison
| Rang | Joueuse             |
| ---- | ------------------- |
| 1    | Serena Williams     |
| 2    | Dinara Safina       |
| 3    | Svetlana Kuznetsova |
| 4    | Caroline Wozniacki  |
| 5    | Elena Dementieva    |
| 6    | Venus Williams      |
| 7    | Victoria Azarenka   |
| 8    | Jelena Janković     |
| 9    | Vera Zvonareva      |
| 10   | Agnieszka Radwańska |
| 11   | Marion Bartoli      |
| 12   | Flavia Pennetta     |
| 13   | Samantha Stosur     |
| 14   | Maria Sharapova     |
| 15   | Li Na               |
| 16   | Yanina Wickmayer    |
| 17   | Francesca Schiavone |
| 18   | Kim Clijsters       |
| 19   | Virginie Razzano    |
| 20   | Nadia Petrova       |

| Rang | Joueuse                     |
| ---- | --------------------------- |
| 1    | Cara Black                  |
| 1    | Liezel Huber                |
| 3    | Serena Williams             |
| 3    | Venus Williams              |
| 5    | Nuria Llagostera Vives      |
| 5    | María José Martínez Sánchez |
| 7    | Samantha Stosur             |
| 7    | Rennae Stubbs               |
| 9    | Hsieh Su-Wei                |
| 10   | Virginia Ruano Pascual      |
| 11   | Anabel Medina Garrigues     |
| 12   | Peng Shuai                  |
| 13   | Daniela Hantuchová          |
| 14   | Alisa Kleybanova            |
| 15   | Victoria Azarenka           |
| 16   | Nadia Petrova               |
| 17   | Bethanie Mattek-Sands       |
| 18   | Lisa Raymond                |
| 19   | Francesca Schiavone         |
| 20   | Ekaterina Makarova          |

| Rang | Paire                       |
| ---- | --------------------------- |
| 1    | Cara Black                  |
| 1    | Liezel Huber                |
| 2    | Venus Williams              |
| 2    | Serena Williams             |
| 3    | Nuria Llagostera Vives      |
| 3    | María José Martínez Sánchez |
| 4    | Rennae Stubbs               |
| 4    | Samantha Stosur             |
| 5    | Peng Shuai                  |
| 5    | Hsieh Su-Wei                |
| 6    | Daniela Hantuchová          |
| 6    | Ai Sugiyama                 |
| 7    | Anabel Medina Garrigues     |
| 7    | Virginia Ruano Pascual      |
| 8    | Květa Peschke               |
| 8    | Lisa Raymond                |
| 9    | Bethanie Mattek-Sands       |
| 9    | Nadia Petrova               |
| 10   | Yan Zi                      |
| 10   | Zheng Jie                   |

## Fed Cup
| Date     | Lieu                                                 | Surf.        | Vainqueur                                                     | Finaliste                                          | Score |         |
| 07/11/09 | Reggio Calabria, Circolo del Tennis "Rocco Polimeni" | Terre (ext.) | Flavia Pennetta Francesca Schiavone Sara Errani Roberta Vinci | Melanie Oudin Alexa Glatch Liezel Huber Vania King | 4-0   | Tableau |

## Informations statistiques
| Joueuse                     | Nombre | Titres                                   |
| --------------------------- | ------ | ---------------------------------------- |
| Victoria Azarenka           | 3      | Brisbane, Memphis, Miami                 |
| Elena Dementieva            | 3      | Auckland, Sydney, Toronto                |
| Svetlana Kuznetsova         | 3      | Stuttgart, Roland-Garros, Pékin          |
| Dinara Safina               | 3      | Rome, Madrid, Portorož                   |
| Serena Williams             | 3      | Open d'Australie, Wimbledon, Masters     |
| Caroline Wozniacki          | 3      | Ponte Vedra Beach, Eastbourne, New Haven |
| Marion Bartoli              | 2      | Monterrey, Stanford                      |
| Jelena Janković             | 2      | Marbella, Cincinnati                     |
| María José Martínez Sánchez | 2      | Bogota, Båstad                           |
| Shahar Peer                 | 2      | Guangzhou, Tashkent                      |
| Flavia Pennetta             | 2      | Palerme, Los Angeles                     |
| Aravane Rezaï               | 2      | Strasbourg, Bali                         |
| Yanina Wickmayer            | 2      | Estoril, Linz                            |
| Venus Williams              | 2      | Dubaï, Acapulco                          |
| Vera Zvonareva              | 2      | Pattaya, Indian Wells                    |

| Joueuse                     | Début de carrière | Premier tournoi |
| --------------------------- | ----------------- | --------------- |
| Victoria Azarenka           | 2003              | Brisbane        |
| Timea Bacsinszky            | 2003              | Luxembourg      |
| Melinda Czink               | 2000              | Québec          |
| Alexandra Dulgheru          | 2009              | Varsovie        |
| Vera Dushevina              | 2003              | Istanbul        |
| Petra Kvitová               | 2006              | Hobart          |
| Sabine Lisicki              | 2004              | Charleston      |
| María José Martínez Sánchez | 1997              | Bogota          |
| Andrea Petkovic             | 2005              | Bad Gastein     |
| Aravane Rezaï               | 2005              | Strasbourg      |
| Magdaléna Rybáriková        | 2004              | Birmingham      |
| Samantha Stosur             | 1999              | Osaka           |
| Yanina Wickmayer            | 2004              | Estoril         |

| Pays        | Nombre | Titres |
| ----------- | ------ | --- |
| Russie      | 13     | Auckland, Sydney, Pattaya, Indian Wells, Stuttgart, Rome, Madrid, Roland-Garros, Portorož, Istanbul, Toronto, Tokyo, Pékin |
| États-Unis  | 5      | Open d'Australie, Dubaï, Acapulco, Wimbledon, Masters                                                                      |
| France      | 5      | Paris, Monterrey, Strasbourg, Stanford, Bali                                                                               |
| Italie      | 4      | Barcelone, Palerme, Los Angeles, Moscou                                                                                    |
| Belgique    | 3      | Estoril, US Open, Linz |
| Biélorussie | 3      | Brisbane, Memphis, Miami                                                                                                   |
| Danemark    | 3      | Ponte Vedra Beach, Eastbourne, New Haven                                                                                   |
| Espagne     | 3      | Bogota, Fès, Båstad |
| Allemagne   | 2      | Charleston, Bad Gastein |
| Hongrie     | 2      | Budapest, Québec |
| Israël      | 2      | Guangzhou, Tachkent |
| Serbie      | 2      | Marbella, Cincinnati |
| Australie   | 1      | Osaka |
| Autriche    | 1      | Prague |
| Japon       | 1      | Séoul |
| Tchéquie    | 1      | Hobart |
| Roumanie    | 1      | Varsovie |
| Slovaquie   | 1      | Birmingham |
| Suisse      | 1      | Luxembourg |
| Thaïlande   | 1      | Bois-le-Duc |